# شعب الدخن (الجميمة)

تعديل مصدري - تعديل

شعب الدخن هي إحدى قرى عزلة مساهر مور بمديرية الجميمة التابعة لمحافظة حجة، بلغ تعداد سكانها 165 نسمة حسب تعداد اليمن لعام 2004.